# Nuoto ai XVII Giochi paralimpici estivi - Donne 50 metri farfalla
Le gare di nuoto 50 metri farfalla femminili ai XVII Giochi paralimpici estivi sono state svolte tra il 3 e il 7 settembre 2024 alla Paris La Défense Arena.

## Programma
Sono stati disputati 3 eventi, articolati in una serie di batterie di qualificazione in mattinata; la finale è stata disputata nel pomeriggio/sera del medesimo giorno
| S5 |   |   |  |  |  |  | B | F |   |   |
| S6 | B | F |  |  |  |  |   |   |   |   |
| S7 |   |   |  |  |  |  |   |   | B | F |

| M | mattina | P | pomeriggio/sera |

| B | Batterie | F | Finale per medaglia d'oro |

## Risultati
Tutti i tempi sono espressi in secondi.

### S5
Le gare sono state svolte il 6 settembre 2024.
| Pos. | Atleta              | Nazione   | Tempo | Note            |
| ---- | ------------------- | --------- | ----- | --------------- |
|      | Lu Dong             | Cina      | 38,17 | Record mondiale |
|      | He Shenggao         | Cina      | 38,98 |                 |
|      | Sevilay Öztürk      | Turchia   | 43,70 |                 |
| 4    | Cheng Jiao          | Cina      | 45,60 |                 |
| 5    | Angel Mae Otom      | Filippine | 45,78 |                 |
| 6    | Giulia Ghiretti     | Italia    | 46,16 |                 |
| 7    | Sumeyye Boyaci      | Turchia   | 49,67 |                 |
| 8    | Esthefany Rodrigues | Brasile   | 50,02 |                 |

### S6
Le gare sono state svolte il 3 settembre 2024.
| Pos. | Atleta                   | Nazione     | Tempo | Note |
| ---- | ------------------------ | ----------- | ----- | ---- |
|      | Jiang Yuyan              | Cina        | 35,03 |      |
|      | Liu Daomin               | Cina        | 37,10 |      |
|      | Mayara Do Amaral Petzold | Brasile     | 37,51 |      |
| 4    | Anna Hontar              | Ucraina     | 37,66 |      |
| 5    | Dearbhaile Brady         | Irlanda     | 37,67 |      |
| 6    | Nicole Turner            | Irlanda     | 38,59 |      |
| 7    | Ellie Marks              | Stati Uniti | 38,79 |      |
| 8    | Zhu Ji                   | Cina        | 39,37 |      |

### S7
Le gare sono state svolte il 7 settembre 2024.
| Pos. | Atleta                            | Nazione                     | Tempo | Note |
| ---- | --------------------------------- | --------------------------- | ----- | ---- |
|      | Danielle Dorris                   | Canada                      | 33,62 |      |
|      | Mallory Weggemann                 | Stati Uniti                 | 34,94 |      |
|      | Giulia Terzi                      | Italia                      | 35,40 |      |
| 4    | Tess Routliffe                    | Canada                      | 36,38 |      |
| 5    | Sara Vargas Blanco                | Colombia                    | 36,72 |      |
| 6    | Julia Gaffney                     | Stati Uniti                 | 37,22 |      |
| 7    | Ani Palian                        | Atleti Paralimpici Neutrali | 37,84 |      |
| 8    | Zharith Alejandra Rodriguez Silva | Colombia                    | 38,17 |      |